# Vette härad
Vette härad var Bohusläns nordligaste och Sveriges västligaste härad inom nuvarande Strömstads kommun.  Häradets areal var 466,90 kvadratkilometer varav land 454,00.  Tingsplats var före år 1800 Hede (Tanumshede) i Tanums socken i Tanums härad, därefter Strömstad.

## Namnet
Ortnamnet skrevs omkring 1300 i Uetta herat och i Uetta heraði och omkring 1323 Vætta heraði. Flera tolkningsförsök har gjorts. Förleden har föreslagits vara ett mansnamn, det underjordiska väsendet vätte från folktron eller ånamnet Vätte. Den förhärskande teorin är dock att det syftar på den gamla tingsplatsen och sägenomspunna kungsgården Vättland (Vettaland omkring 1225) i Skee socken, omgiven av gravhögar. Förleden skulle då innehålla genitiv plural av det fornvästnordiska vætt, betydande "halvrunt eller kupigt lock (på en kista)", syftande på gravhögarna eller möjligen på en större tingshög, nu försvunnen. Herat eller heraði skulle i detta sammanhang då avse bygd och namnet "Vettebygden" skulle då syfta på en samlingsplats vid nämnda högar.

## Socknar
- Hogdal
- Lommeland
- Näsinge
- Skee
- Tjärnö

Strömstads stad hade egen jurisdiktion, rådhusrätt, till 1944.

## Geografi
Häradet bestod huvudsakligen av en skogbevuxen bergstrakt, starkt kuperad och genomskuren av dalgångar med jordbruksmark. Närmare kusten är bergen kala. Till häradet hörde en omfattande skärgård innefattande Kosteröarna.
I Hogdals socken finns ruinerna av borgen Sundsborg och i Skee socken finns ruinerna av befästningen Clausenborg. Senare sätesgårdar var Blomsholms säteri i Skee socken och Dyne herrgård i Hogdals socken.
Gästgiverier fanns i Hogdal (kyrkby i Hogdals socken), Hälle (Lommeland, även färjeläge för överfart till Halden (Fredrikshald) i Østfold), Ejgst (Skee), Kollekind (Skee), Vik (Skee) och Jörlov (Skee).

## Län, fögderier, domsagor, tingslag och tingsrätter
Häradet hör sedan 1998 till Västra Götalands län, innan dess från 1680 till Göteborgs och Bohus län, före 1700 benämnd Bohus län. Kyrkligt tillhör församlingarna Göteborgs stift
Häradets socknar hörde till följande fögderier:
- 1686-1966 Norrvikens fögderi
- 1967-1990 Strömstads fögderi

Häradets socknar tillhörde följande domsagor, tingslag och tingsrätter:
- 1681 Vette tingslag i Bullarens, Lane, Stångenäs, Sotenäs, Tunge, Sörbygden, Kville, Tanum och Vette häraders domsaga
- 1682-1697 Vette och Tanums tingslag i
  - 1682 Bullarens, Lane, Stångenäs, Sotenäs, Tunge, Sörbygden, Kville, Tanum och Vette häraders domsaga
  - 1683-1697 Bullarens, Sotenäs, Tunge, Sörbygden, Kville, Tanum och Vette häraders domsaga med
- 1699-1731 Vette tingslag i Bullarens, Kville, Tanum och Vette häraders domsaga
- 1731-1801 Vette och Tanums tingslag i Bullarens, Kville, Tanum och Vette häraders domsaga
- 1801-1926 Vette tingslag i Bullarens, Kville, Tanum och Vette häraders domsaga, från mitten av 1800-talet kallad Norrvikens domsaga
- 1927-1970 Norrvikens tingslag i Norrvikens domsaga

- 1971-2004 Strömstads tingsrätt och dess domsaga
- 2004- Uddevalla tingsrätt och dess domsaga